# Adolf Hyła
Adolf Hyła (Bielsko-Biała, 2 de maio de 1897 — Cracóvia, 24 de dezembro de 1965) foi um pintor e professor de arte polaco. Tornou-se conhecido por pintar uma famosa versão da imagem da “Divina Misericórdia” em 1943. Hyła era filho de Józef e Salomea, e irmão do escultor Antoni Hyła (1908-1975), casou-se em 1929 com Maria Zalipska. 
Adolf Hyła frequentou a escola em Cracóvia entre os anos de 1903 e 1912, depois mudou-se para Khyriv, onde cursou a universidade, graduando-se em 1917. Estudou pintura figurativa com Jacek Malczewski. Dedicou-se principalmente à arte religiosa, tendo feito sua formação reproduzindo obras de Rafael Sanzio, Leonardo da Vinci e Carlo Dolci entre outros. 
Entre 1918 e 1920, Hyła serviu intermitentemente ao exército polonês, tendo trabalhado como desenhista no escritório Kilimkarnia da União Industrial de Cracóvia. Em 1922, ele estudou história da arte e filosofia na Universidade Jaguelônica, ensinou desenho numa escola secundária em Będzin de 1920 a 1936 e em Cracóvia de 1936 a 1939 e entre 1945 e 1948, também lecionou na Universidade Nicolau Copérnico de Toruń por volta de 1934.
Até a eclosão da Segunda Guerra Mundial, suas obras foram exibidas regularmente na região de Dąbrowski e em exposições organizadas pela Sociedade de Artistas e Escritores de Sosnowiec, da qual era membro e também em Katowice.
Foi autor de obras como São José e Coração de Jesus (altar principal) que estão na Igreja dos Jesuítas de Poznań; José com o Menino e Santa Tereza para a famosa Igreja da Santa Cruz de Varsóvia; para Zgromadzenie Sióstr Najświętszej Duszy Chrystusa Pana (a Congregação das Irmãs da mais Sagrada Alma de Cristo Senhor) de Prądnik (distrito de Cracóvia) pintou imagens de Cristo e São Jerônimo feitas para o professor e sacerdote Jan Czuja de Varsóvia. 
Hyła pintou a imagem da Divina Misericórdia, revelada a Santa Faustina, para o Santuário da Divina Misericórdia de Cracóvia como forma de agradecimento por ter sobrevivido à Segunda Guerra Mundial. A imagem foi produzida cinco anos depois da morte da santa Faustina Kowalska (1905-1938) sob a direção de seu confessor Józef Andrasz e é baseada na imagem pintada por Eugeniusz Kazimirowski que seguiu orientações diretas de Santa Faustina e seu confessor Michał Sopoćko.
A versão inicial de Adolf Hyła tinha uma paisagem campestre ao fundo da imagem de Cristo, mas foi considerada “não-litúrgica” e por isso foi retirada da composição.
A imagem da Divina Misericórdia foi reproduzida cerca de 100 vezes pelo próprio Hyła e podem ser encontradas espalhadas pela Polônia e pelo exterior, em países como Brasil, Inglaterra, Áustria, França, Itália, Estados Unidos, Canadá, Uganda, Rodésia, Austrália e países da Ásia.
Quando o então Arcebispo de Cracóvia, Karol Wojtyła iniciou as preparações para o processo de beatificação de Faustina Kowalska, Hyła cedeu os direitos autorais de seu Jesus Misericordioso para o Santuário da Divina Misericórdia de Cracóvia. Ele queria que a receita gerada pelos direitos autorais ajudassem a financiar para o processo de beatificação de Faustina, mas morreu em 1965, aos 68, dois anos antes do início do processo de beatificação de Faustina.
Adolf Hyła também pintou diversos retratos, entre eles o da sua própria esposa, o de santo Albert Chmielowski, do estadista Józef Piłsudski e de Capuchinhos de sua região, pintou também uma série de paisagens que incluíram o Fórum Romano (1931), a igreja de Obidowa (1934), a montanha Świnica e o lago Czarny Staw Gąsienicowy (1936), o vale Kościeliska (1947), o litoral de Orłowo (1947) e de Sopot (1958) 